# Pauline von Sachsen-Weimar-Eisenach

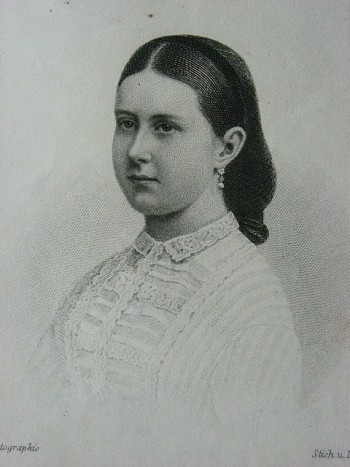
Erbgroßherzogin Pauline von Sachsen-Weimar-Eisenach

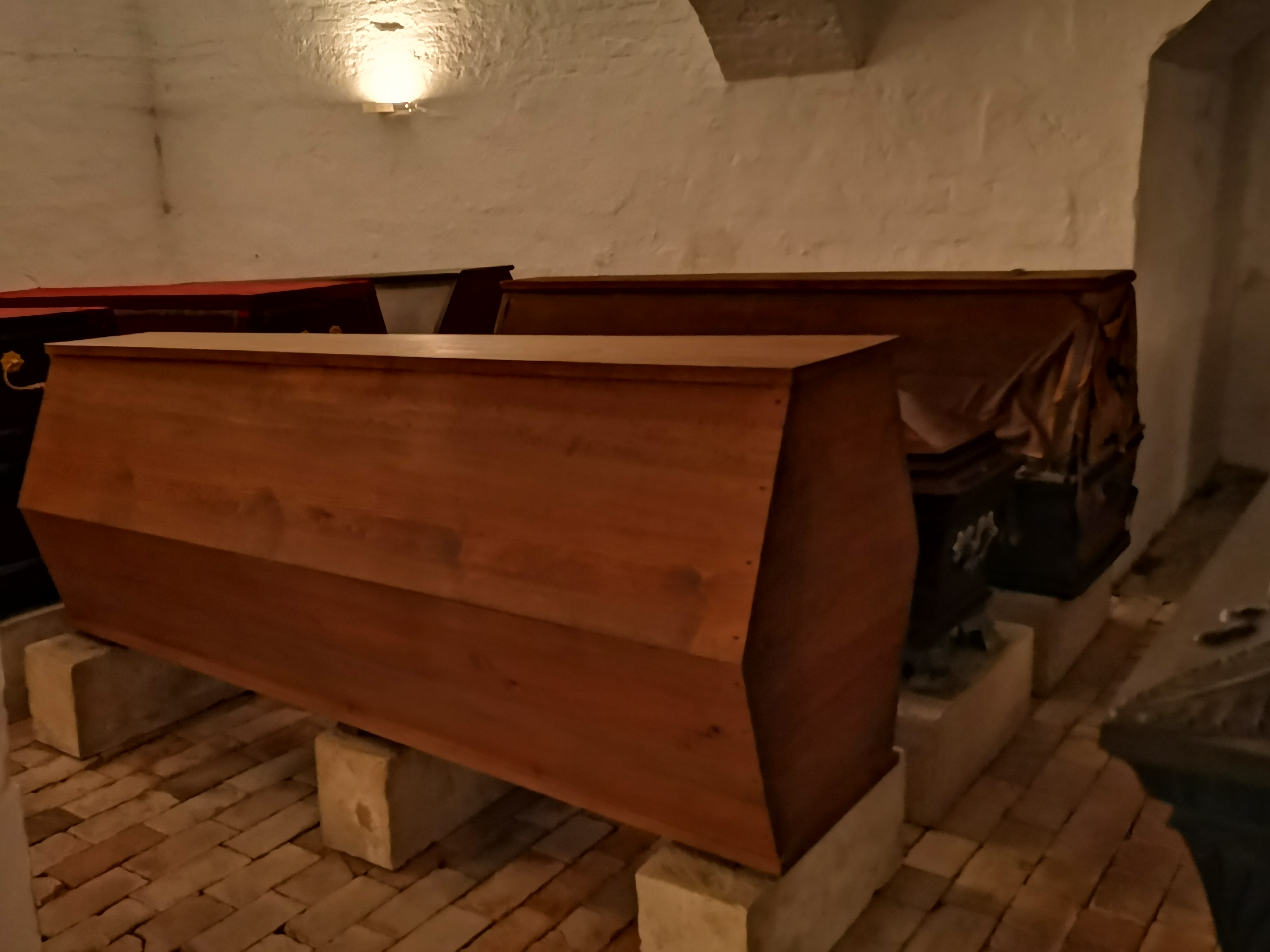
Sarg (vorn) in der Fürstengruft

Pauline Ida Marie Olga Henriette Catharina von Sachsen-Weimar-Eisenach (* 25. Juli 1852 in Stuttgart; † 17. Mai 1904 in Orte) war Prinzessin von Sachsen-Weimar-Eisenach und Herzogin zu Sachsen sowie durch Heirat Erbgroßherzogin von Sachsen-Weimar-Eisenach.

## Leben
Pauline war das älteste Kind des Prinzen Herrmann von Sachsen-Weimar-Eisenach (1825–1901). Dieser hatte durch seine Ehe mit Auguste (1826–1898), jüngste Tochter des Königs Wilhelm I. von Württemberg und seinen Eintritt in die königlich-württembergische Armee, die so genannte württembergische Linie des Hauses Sachsen-Weimar-Eisenach begründet.
Pauline heiratete am 26. August 1873 in Friedrichshafen Erbgroßherzog Karl August von Sachsen-Weimar-Eisenach (1844–1894), ihren Cousin 2. Grades. Der Hochzeitstermin war verschoben worden; ursprünglich war geplant, anlässlich der Vermählung die Uraufführung der Oper Aida außerhalb Italiens in Weimar stattfinden zu lassen.
Paulines Ehemann starb vor seinem Vater, weshalb Paulines älterer Sohn 1901 als Großherzog von Sachsen-Weimar-Eisenach folgte. Unter ihrem Patronat wurde 1901 in Ramsla mit dem „Paulinenstift“ einer der ältesten Kindergärten der Gegend eröffnet. Im Jahre 1886 wurde in Weimar ein Paulinenstift errichtet. Als letztes Mitglied des Hauses Sachsen-Weimar bewohnte Pauline bis zu ihrem Tod Schloss Belvedere in Weimar. Sie wurde in der Weimarer Fürstengruft bestattet.
Nach ihr ist der Paulinenturm benannt, der als Wahrzeichen der Stadt Bad Berka gilt. Fünf von Josephine Caroline Lang komponierte Lieder aus Joseph Victor von Scheffels Trompeter von Säckingen (op. 45) sind Pauline gewidmet.

## Nachkommen
Aus ihrer Ehe hatte Pauline zwei Söhne:
- Wilhelm Ernst (1876–1923), Großherzog von Sachsen-Weimar-Eisenach

⚭ 1903 Prinzessin Caroline Reuß zu Greiz (1884–1905)
⚭ 1910 Prinzessin Feodora von Sachsen-Meiningen (1890–1972)
- Bernhard Heinrich (1878–1900), Prinz von Sachsen-Weimar-Eisenach